# Koninklijk escorte te paard

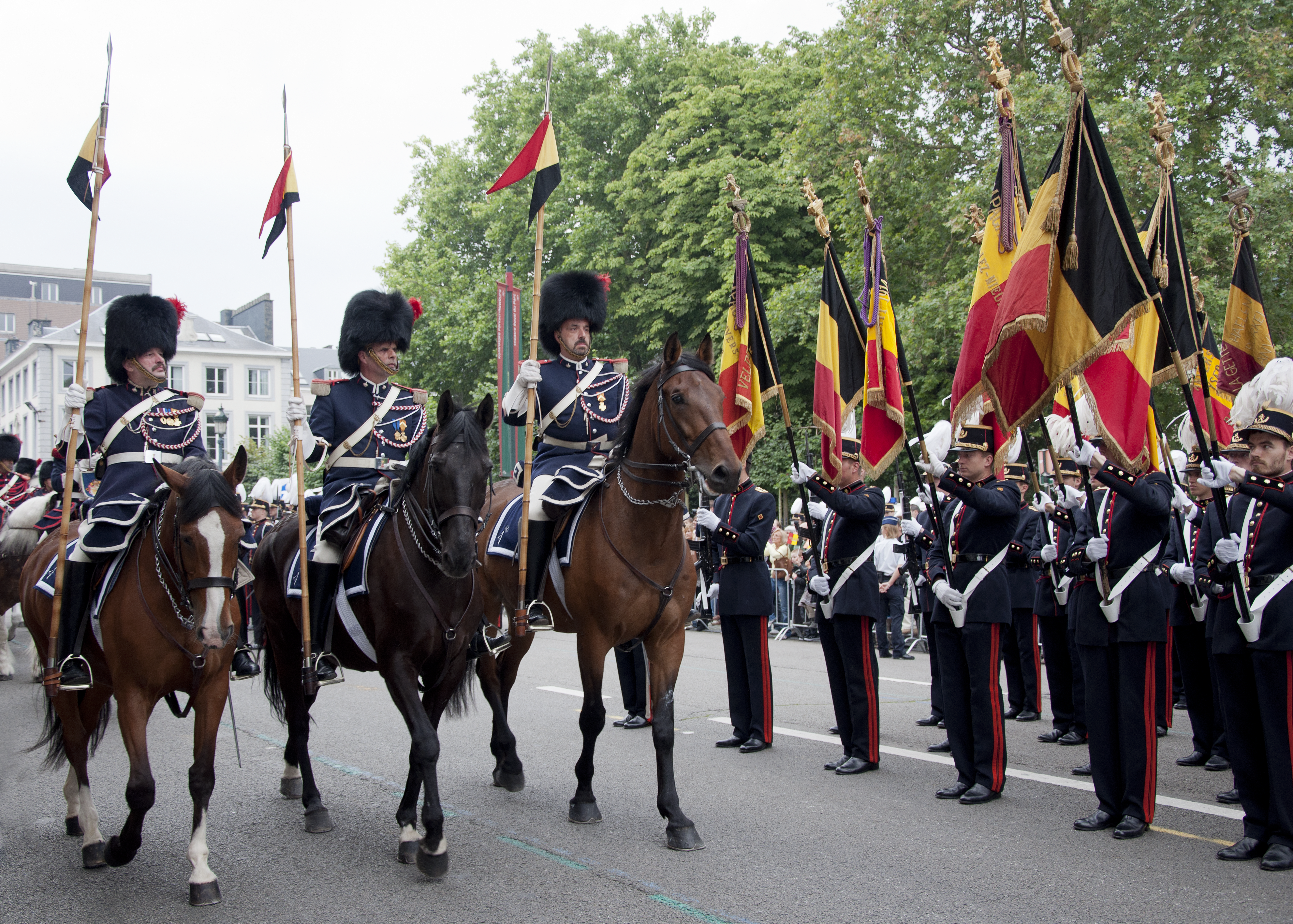
Het Koninklijk escorte te paard en officieren van de Koninklijke Militaire School

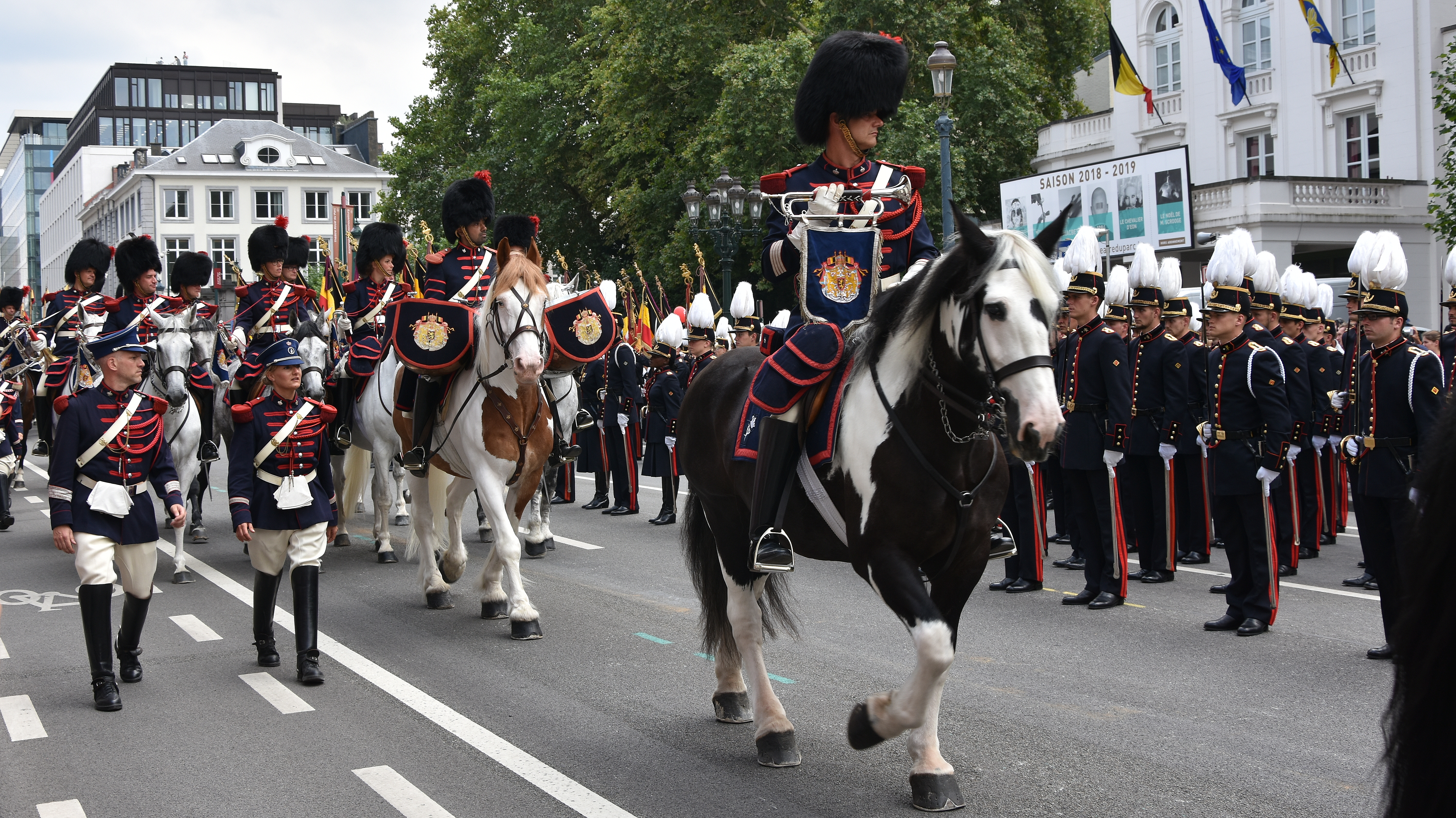
Het Koninklijk Escorte te Brussel tijdens de nationale feestdag van België in 2018

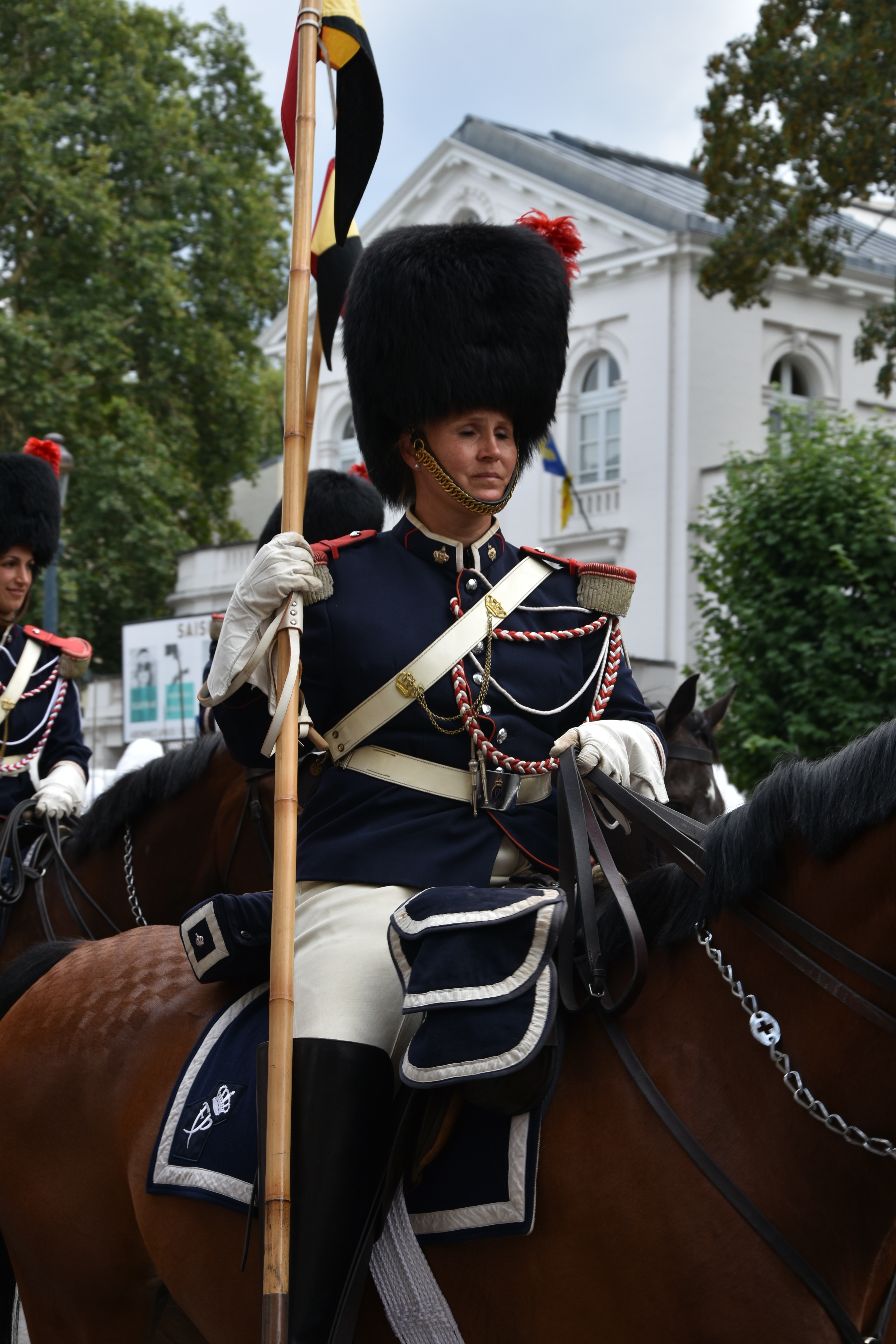
Een lid van het Koninklijk Escorte te Brussel tijdens de nationale feestdag van België in 2018

Het Koninklijk Escorte te paard is een groep ruiters die de Belgische koning begeleidt tijdens een aantal evenementen en ook wordt ingezet bij andere plechtigheden.

## Geschiedenis
Het escorte werd opgericht in 1938 binnen de toenmalige Rijkswacht. Wanneer het escorte volledig wordt ingezet, het Groot Escorte, bestaat het uit 132 ruiters. Bij plechtigheden zoals bij het begeleiden van ambassadeurs die hun van geloofsbrieven overhandigen, zet men 56 ruiters in, het zogenaamde Ambassadeursescorte.
Sinds de politiehervorming in 2001 levert de Federale Politie het Koninklijk Escorte.

## Uniform
Het praaluniform van de ruiters - meer dan honderd stuks telt de garderobe - dateert van 1939.
Het model is geïnspireerd op het groot-uniform van de gendarmerie van voor 1914: een blauwe tuniekvest, witwollen broek, blauwe kapmantel in zuiver scheerwol met rode voering (negen meter stof en zeven kilo zwaar, bij regen snel het drievoud, red.), lederen gordels, een sabel met insigne ‘Voor Vorst en Vaderland’, vergulde schouderstukjes en knopen met koninklijk monogram, kaplaarzen, witte geitenleren handschoenen en tot slot een lans met tricolore vaantje en een berenmuts van drie kilo, uitgedost met een forse (gieren)pluim. Vooral de berenmuts, versierd met een gouden koningskroon is opvallend. Ze is gemaakt van echte berenhuid. Deze berenmuts is klompvormig in tegenstelling tot de eivormige Engelse variant.
Twintig jaar terug was de aanvoerder te herkennen aan een witte pluim, maar nu draagt iedereen ‘democratisch’ rood. Als het Escorte buiten Brussel moet optreden, zoals bij Blijde Intredes in provinciesteden, komt er snel een pak vrachtwagens aan te pas (destijds waren hier 23 treinwagons voor voorzien, red.).

## Samenstelling
Het Koninklijk Escorte te paard is als volgt samengesteld:
- de spits wordt gevormd door drie ruiters die hun lans horizontaal dragen als de koning aanwezig is
- het trompetterkorps van 14 op schimmels met een paukenist met twee pauken op een bruin paard
- een eerste eskadron van twee pelotons met hun commandant
- de officier-standaarddrager, geflankeerd door twee wachten, vlak voor de koning
- rechts van de koninklijke wagen rijdt de commandant van het Koninklijk Escorte met achter hem een vaandeldrager en een estafette. De commandant van het escorte kan op die manier de bevelen van de Koning ontvangen en via de estafette doorgeven aan de betrokken officier(en). De commandant is verantwoordelijk voor de onmiddellijke beveiliging van de koning
- een tweede eskadron met haar commandant
- de achterwacht wordt gevormd door drie ruiters die hun lans steeds verticaal dragen

## Trivia
Tijdens een escorte worden ruitjes getekend op het kruis van het paard, met zeep en een kam.